# Bystré (kraj pardubicki)
Bystré − miasto w Czechach, w kraju pardubickim. 
Według danych z 1 stycznia 2024, liczba mieszkańców miasta wynosi 1603 osoby (936. miejsce w kraju wśród miejscowości; 540. miejsce wśród miast).

## Demografia
| Rok             | 1970  | 1980  | 1991  | 2001  | 2003  | 2008  | 2016  | 2024  |
| --------------- | ----- | ----- | ----- | ----- | ----- | ----- | ----- | ----- |
| Liczba ludności | 1 496 | 1 576 | 1 602 | 1 692 | 1 681 | 1 690 | 1 588 | 1 603 |

Źródło: Czeski Urząd Statystyczny